# 小富拉
小富拉是德国图林根州的一个市镇。总面积18.51平方公里，总人口1162人，其中男性583人，女性579人（2011年12月31日），人口密度63人/平方公里。